# Eta Delphini
Eta Delphini (η Del / 3 Delphini) es una estrella en la constelación del Delfín.
Tiene magnitud aparente +5,39 y se encuentra a 236 años luz del sistema solar, de acuerdo a la nueva reducción de los datos de paralaje de Hipparcos.
Eta Delphini es una subgigante blanca de tipo espectral A3IVs, siendo sus características físicas parecidas a las de Sarin (δ Herculis).
Tiene una temperatura superficial de 9057 K y su radio es aproximadamente 2,2 veces más grande que el del Sol.
Gira sobre sí misma con una velocidad de rotación de al menos 65 km/s, unas 33 veces más deprisa que el Sol.
Tiene una masa 2,25 veces mayor que la del Sol y ha consumido el 64% de su vida como estrella de la secuencia principal.
La composición química de Eta Delphini presenta notables diferencias respecto a la del Sol.
Todos los elementos evaluados son más abundantes que en nuestra estrella; por ejemplo, la abundancia relativa de hierro es 3,6 veces mayor que la solar ([Fe/H] = +0,56).
Los niveles relativos de sodio, bario, itrio y estroncio son aún más altos, siendo este último metal 32 veces más abundante que en el Sol.
En el otro extremo, la abundancia relativa de oxígeno es igual a la solar.
Por último, cabe señalar que Eta Delphini parece ser una estrella binaria, si bien nada se sabe sobre su posible acompañante. Asimismo, está catalogada como posible variable.